# Hr. Ms. Friesland (1953)
Hr. Ms. Friesland var en jagare i Nederländernas flotta.